# Irsina
Irsina ist eine Gemeinde in der Provinz Matera in der italienischen Region Basilikata.
In Irsina leben 4364 Einwohner (Stand am 31. Dezember 2023). Der Ort liegt 48 km westlich von Matera. Die Nachbargemeinden sind Genzano di Lucania (PZ), Grassano, Gravina in Puglia (BA), Grottole, Oppido Lucano (PZ), Tolve (PZ)  und Tricarico.

## Geschichte
Montepeloso (Mons Pilosus) war der Name des Ortes bis 1895. Die erste Erwähnung (als Irtium) betrifft die Zerstörung durch die Sarazenen im Jahr 988. Archäologisch lässt sich eine Besiedlung seit dem 4. oder 3. Jahrhundert v. Chr. nachweisen. 1133 wurde die Stadt durch Roger II. zerstört, aber bald wieder aufgebaut. Der heutige Name stammt von Irtium ab, das mit hirsutus (stachelig, haarig) in Verbindung gebracht wird.
Ein Bischof von Montepeloso wird 1059 durch Papst Nikolaus II. wegen Simonie abgesetzt, danach vereinigt der Erzbischof von Acerenza ohne päpstliche Zustimmung Montepeloso mit dem Bistum Tricarico. Ein eigener Bischof wird erst wieder 1123 durch Papst Calixt II. bestätigt. Nach der Zerstörung der Stadt durch König Roger wird auch das Bistum aufgehoben. Bemühungen um eine Wiedererrichtung am Ende des 12. Jahrhunderts bleiben erfolglos, die geistliche Leitung liegt in der Hand der Prioren des Klosters S. Maria, das Roger II. der französischen Abtei Chaise-Dieu unterstellt hatte. Erst 1460 wird das Bistum wieder errichtet, zunächst mit Andria vereinigt, ab 1479 eigenständig und direkt dem Papst unterstellt. 1818 wurde das Bistum Montepeloso mit dem Bistum Gravina vereinigt.
Der Abt von S. Maria wird im Catalogus baronum als Lehensträger des Grafen von Tricarico genannt.

## Sehenswürdigkeiten
Sehenswert ist die Kathedrale, die auf das 13. Jahrhundert zurückgeht, jedoch 1777 vollständig umgestaltet wurde.
Das Museo Ianora besitzt Sammlungen prähistorischer und antiker archäologischer Kleinfunde, Münzen von der griechischen Zeit an, Frauenkleidung des 18. Jahrhunderts, Waffen und andere historische Objekte. Auf dem Gelände des normannisch-staufischen Kastells ist nach 1531 ein Konvent der Franziskaner (OFM) entstanden, doch ist noch ältere Bausubstanz zu erkennen.

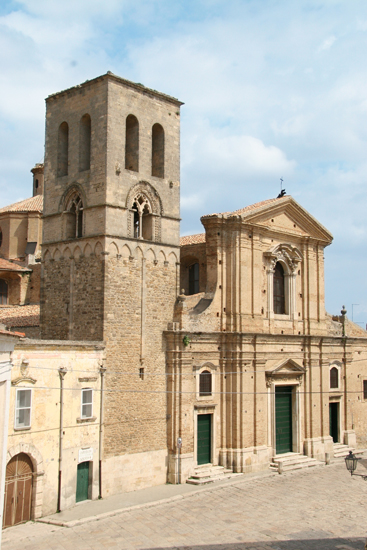
Kathedrale von Irsina
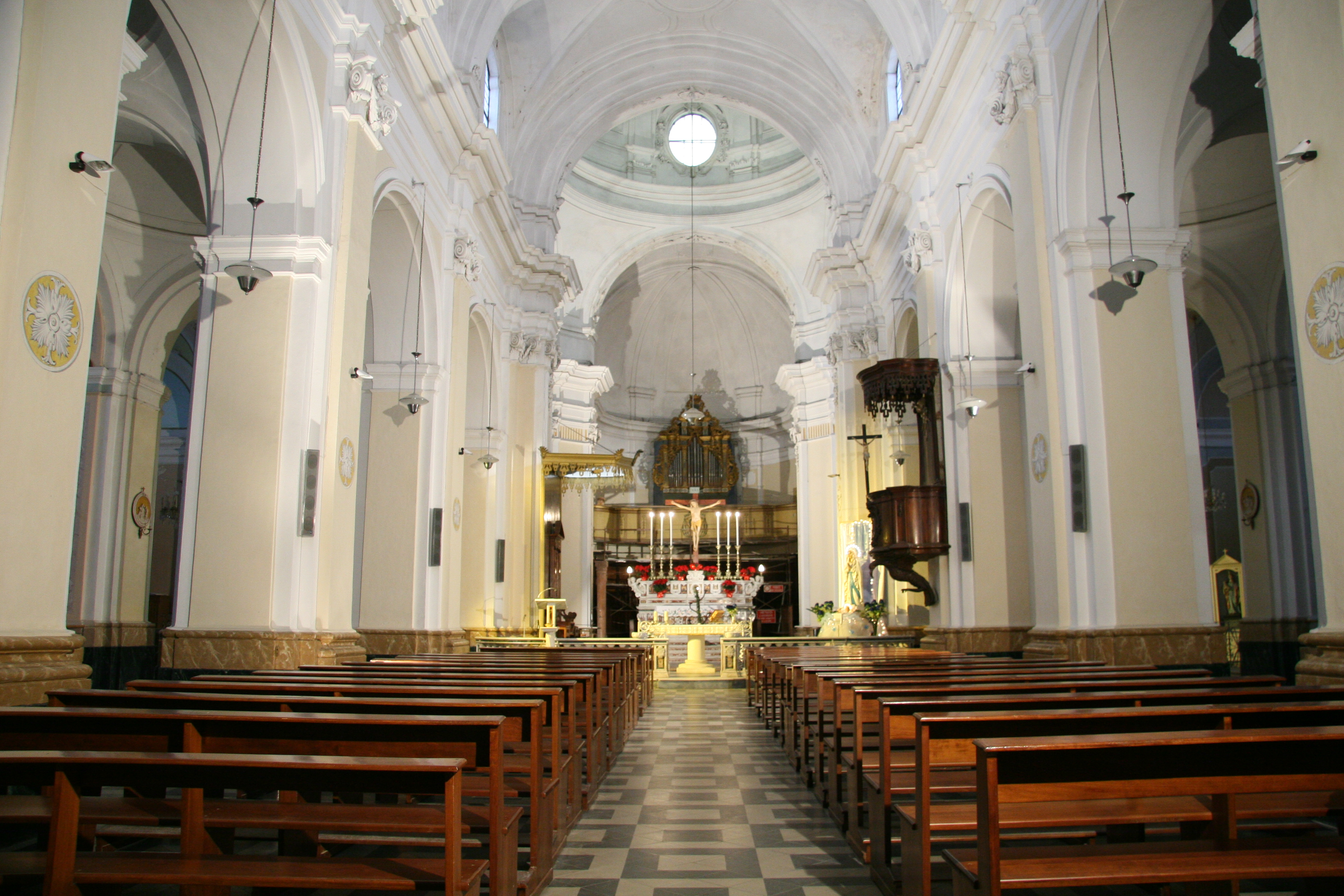
Kathedrale von innen
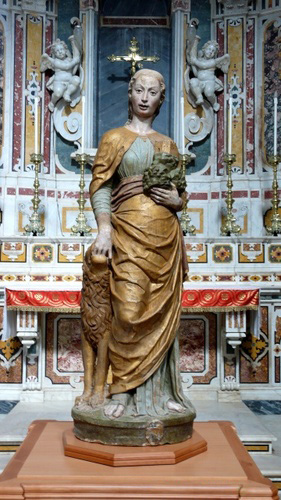
Statue der Sant’Eufemia von Mantegna ?

## Wirtschaft
Der Schweizer Stromkonzern BKW Energie plant zusammen mit der Projektgesellschaft Bradano Energia in Irsina ein Gaskombikraftwerk mit einer Leistung von 400 MW.

## Söhne und Töchter der Gemeinde
- Giovanni Maria Trabaci (1575–1647), Komponist
- Giuseppe Rocco Favale (1935–2018), römisch-katholischer Geistlicher, Bischof von Vallo della Lucania
- Johnny Torrio (1882–1957), Mobster